# رومان رودريغيز رودريغيز
رومان رودريغيز رودريغيز (بالإسبانية: Román Rodríguez Rodríguez)‏ هو سياسي إسباني، ولد في 1 مارس 1956 بلا ألديا دي سان نيكولاس في إسبانيا. حزبياً، نشط في New Canaries ‏. وقد انتخب Member of the Parliament of the Canary Islands ‏ وفي الانتخابات العمومية الإسبانية 2004 ‏، انتخب عضو مجلس النواب الإسباني ‏ عن دائرة Las Palmas (Congress of Deputies constituency) ‏ خلال فترته النيابية ‏ (29 مارس 2004 – 15 يناير 2008).